# Jérôme Gondorf
Pour l’article homonyme, voir Gondorf (homonymie).
Jérôme Gondorf, né le 26 juin 1988 à Karlsruhe, est un footballeur allemand évoluant au poste de milieu de terrain au Karlsruher SC.

## Biographie
Il dispute plus de 100 matchs en première division allemande avec les clubs du SV Darmstadt, du Werder Brême et du SC Fribourg.
Le 15 janvier 2020, Gondorf est prêté au Karlsruher SC, son club formateur, jusqu'à la fin de la saison. Le contrat comprend une option d'achat qui sera actée si le club se maintient en seconde division.

## Palmarès
- Vice-champion de 2. Bundesliga en 2015 avec le SV Darmstadt